# Porto d'Ascoli
Porto d'Ascoli is een plaats (frazione) in de Italiaanse gemeente San Benedetto del Tronto.